# 条叶肉叶荠
条叶肉叶荠（学名：Braya tibetica f. linearifolia）为十字花科柏蕾荠属西藏肉叶荠下的一个变型。